# Komora gazowa (broń automatyczna)

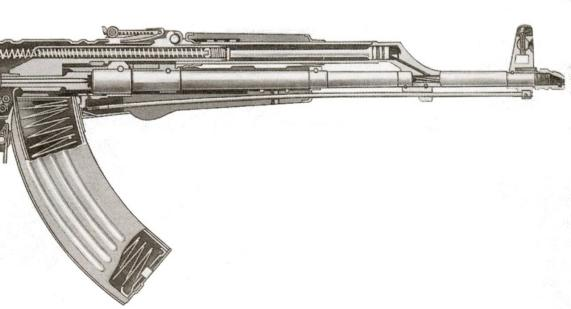
system wykorzystania gazów prochowych w AKM

Napełnianie komory gazowej gazami przez otwór w ściance lufy

Komora gazowa – zespół w broni automatycznej wykorzystującej energię gazów prochowych w którym gazy prochowe z lufy działają na tłok przekazujący dalej energię mechaniczną do układów automatyki. 
Spotyka się rozwiązania z tłokiem wewnętrznym lub zewnętrznym. Komory gazowe można podzielić na zamknięte i otwarte, z których gazy wydostają się na zewnątrz przez odpowiednie otwory po przebyciu przez tłok zaplanowanej drogi.
Aby umożliwić regulację oddziaływania gazów na tłok komory gazowe mogą mieć regulatory (ręczne lub automatyczne). Regulacja odbywa się przez zmianę wielkości otworu doprowadzającego gazy z lufy do komory, zmianę pojemności komory lub wypuszczanie części gazów przez dodatkowy otwór.